# 恋のスベスベマンジュウガニ
「恋のスベスベマンジュウガニ」（こいのスベスベマンジュウガニ）は、2003年8月・9月、『みんなのうた』で放送された曲。2003年9月19日にアスコムからCD付き絵本として発売された（作：もりちよこ、絵：クリーチャーズ、ISBN 4-7762-0118-6）。作詞：もりちよこ、作曲・編曲：たなかひろかず。

## 概要
「スベスベマンジュウガニ」という、奇妙奇天烈な名称を持つカニを主人公にした楽曲。アニメソング「ポケモン言えるかな?」で知られるイマクニ?が『みんなのうた』に初登場し、「ポケモン」でも見せたラップで、主人公の親友の名称を歌っている。
映像はクリーチャーズ製作のアニメーションで、セルアニメと人形アニメの2種類で構成。人形部分では、1989年1月7日に小渕恵三（当時：内閣官房長官）が「平成」と書かれた衝立を見せたシーンのパロディが存在する。
なお本放送後に、スベスベマンジュウガニは有毒ガニである事が判明したため、テキストなどでは断り書きを添えている。
2003年12月に再放送、その際にアニメーションには上記の衝立のシーンと雑誌の表紙に「毒ガニ」の文字が追加された。